# راندال إل. جيبسون
راندال إل. جيبسون (بالإنجليزية: Randall L. Gibson)‏ هو ضابط ومحامي وسياسي أمريكي، ولد في 10 سبتمبر 1832 في فرسايليس في الولايات المتحدة، وتوفي في 15 ديسمبر 1892 في هت سبرينغز في الولايات المتحدة. حزبياً، نشط في الحزب الديمقراطي. وقد انتخب عضو مجلس النواب الأمريكي وانتخب عضو مجلس الشيوخ الأمريكي.